# Achlyodes mithridates
Espèce
Achlyodes mithridates est un lépidoptère (papillon) de la famille des Hesperiidae. On le trouve depuis l'Argentine au sud, l'Amérique tropicale, aux Antilles et dans le sud du Texas. Il peut se perdre dans le centre et le nord du Texas, rarement dans l'Arkansas et le Kansas. 
Il a une envergure de 35 à 45 mm. Les adultes volent toute l'année dans la plupart de son territoire. 
Les chenilles se nourrissent sur les feuilles des espèces de Rutaceae, comme Zanthoxylum fagara au Texas et Zanthoxylum monophyllum en Amérique tropicale. Les adultes se nourrissent du nectar des fleurs.

## Synonymes
- Hesperia mithridates Fabricius, 1793
- Eantis mithridates
- Achlyodes janus Bell & Comstock, 1948
- Hesperia tamenund Edwards, 1871
- Achlyodes papinianus
- Achlyodes tamenund
- Eantis tamenund
- Urbanus vetus thraso Hübner, [1807]
- Eantis peruvianus Mabille & Boullet, 1917
- Achlyodes thraso
- Eantis thraso Godman & Salvin, [1895]
- Achlyodes minor Comstock, 1944

## Sous-espèces
- Achlyodes mithridates mithridates (Jamaïque)
- Achlyodes mithridates papinianus (Trinidad, Cuba)
- Achlyodes mithridates tamenund (Mexique, Texas)
- Achlyodes mithridates thraso (Pérou, Argentine, sud du Mexique au Paraguay, Équateur, Brésil)
- Achlyodes mithridates minor (Porto Rico, République dominicaine)
- Achlyodes mithridates sagra (Haïti)